# 巴赫斯新堡
巴赫斯新堡，是西班牙加泰罗尼亚巴塞罗那省的一个市镇。总面积30平方公里，总人口1216人（2013年），人口密度41人/平方公里。